# Michelle Lombardo
Michelle Helen Lombardo (née le 16 septembre 1983 à Glastonbury, au Connecticut) est une mannequin et actrice américaine.

## Biographie
De descendance italienne et irlandaise, Lombardo déménage à Los Angeles en 2004 pour poursuivre une carrière d'actrice. Elle tourne avec Adam Sandler dans le film Click.
Elle se fait connaître la même année en gagnant le concours Fresh Face Contest de Sports Illustrated. Elle posera pour les magazines et calendriers de Sports Illustrated en tant que modèle pour costumes de bain.
Elle a joué le rôle de l'une des maitresses de Hank Moody dans la série télévisée Californication, dans le sixième épisode de la première saison et réapparait dans le même rôle premier épisode de la deuxième saison. Dans l'épisode S01E06, elle joue le rôle la cliente en bikini arc-en-ciel et petit short jean dans l'épicerie, à qui Moody offre une bouteille de vodka. Ils jouent de la guitare, font l'amour, mais elle lui vole ses disques vinyles avant de lui rendre en fin d'épisode. Surnommée d'abord "Surfer Girl", elle finit par donner son prénom à Hank Moody lors du dernier épisode de la deuxième saison : Michelle.
Elle a également joué le rôle de la copine de Billy Walsh dans la série Entourage, lors de 2 épisodes dans la saison 4.
Michelle Lombardo est mère de trois enfants.

## Filmographie

### Télévision
- 2007 : Entourage : Catherine
- 2007-2009 : Californication : Surfer Girl/Michelle
- 2007 : Girltrash! : Tyler Murphy
- 2007 : October Road : Amiquay
- 2008 : Quarterlife (en) : Débra
- 2010 : The Defenders : Darian Sollaway
- 2014 : Mad Men : Sprout

### Cinéma
- 2006 : Click : Linda
- 2008 : Essential Life (court métrage)
- 2008 : Stiletto
- 2009 : Calvin Marshall (en) de Gary Lundgren  : Tori Jensen
- 2011 : Cat Run : Stephanie
- 2014 : Girltrash: All Night Long : Tyler Murphy